# Aclastus macrops
Aclastus macrops är en stekelart som beskrevs av Graham 1988. Aclastus macrops ingår i släktet Aclastus och familjen brokparasitsteklar. Inga underarter finns listade i Catalogue of Life.